# Convocazioni alla Final Four Cup maschile 2013
Elenco dei giocatori convocati per la Final Four Cup 2013.

## Canada
| N° | Nome              | Ruolo | Data di nascita   | Squadra    |
| -- | ----------------- | ----- | ----------------- | ---------- |
| -  | Vincent Pichette  | All   | 30 novembre 1972  | -          |
| 2  | Lee Hamilton      | C     | 16 ottobre 1990   | Canada     |
| 4  | Andrew Stephens   | S     | 14 settembre 1990 | Canada     |
| 8  | Joseph Brooks     | C     | 24 agosto 1988    | Canada     |
| 9  | Dustin Schneider  | P     | 27 febbraio 1985  | ZAKSA      |
| 10 | Steven Marshall   | L     | 23 novembre 1989  | Canada     |
| 11 | Steve Brinkman    | C     | 12 gennaio 1978   | Canada     |
| 13 | Jérémie Lortie    | C     | 30 gennaio 1991   | Canada     |
| 14 | Dane Pischke      | O     | 13 marzo 1990     | Canada     |
| 16 | Stephen Gotch     | S     | 18 ottobre 1985   | Panachaïkī |
| 19 | Christopher Voth  | S     | 27 settembre 1990 | Canada     |
| 20 | Justin Boudreault | P     | 23 aprile 1988    | Canada     |
| 22 | Mark Broome       | S     | 28 settembre 1989 | Canada     |

## Messico
| N° | Nome            | Ruolo | Data di nascita   | Squadra              |
| -- | --------------- | ----- | ----------------- | -------------------- |
| -  | Jorge Azair     | All   | -                 | -                    |
| 1  | Jesús Valdes    | S     | 5 ottobre 1990    | Tigres UANL          |
| 4  | Gonzalo Ruiz    | S     | 24 aprile 1988    | Ferrocarrileros IMSS |
| 5  | Jesús Rangel    | L     | 20 settembre 1980 | Tigres UANL          |
| 7  | José Mendoza    | L     | 31 maggio 1993    | Jalisco              |
| 8  | Édgar Herrera   | C     | 22 gennaio 1988   | Cocoteros de Colima  |
| 10 | Pedro Rangel    | P     | 16 settembre 1988 | Moerser              |
| 11 | Jorge Barajas   | S     | 7 maggio 1991     | Colima               |
| 12 | Guerson Acosta  | C     | 19 luglio 1992    | Tamaulipas           |
| 13 | Samuel Córdova  | C     | 13 marzo 1989     | Tigres UANL          |
| 14 | Tomás Aguilera  | C     | 15 novembre 1988  | Chihuahua            |
| 17 | Néstor Orellana | O     | 7 gennaio 1992    | Tigres UANL          |
| 18 | Iván Márquez    | O     | 2 gennaio 1992    | Nuevo León           |

## Rep. Dominicana
| N° | Nome               | Ruolo | Data di nascita  | Squadra            |
| -- | ------------------ | ----- | ---------------- | ------------------ |
| -  | Osiel Vásquez      | All   | -                | -                  |
| 1  | Kelvyn Campechano  | C     | 5 settembre 1992 | Distrito Nacional  |
| 3  | Elnis Palomino     | S     | 2 luglio 1986    | Samaná             |
| 4  | Tolinson Aquino    | S     | 24 febbraio 1986 | Bayaguana          |
| 5  | Edwin Peguero      | L     | 5 giugno 1988    | Hato Mayor         |
| 6  | Pedro García       | O     | 27 novembre 1990 | Santiago Rodríguez |
| 7  | Mario Frías        | C     | 20 agosto 1994   | Bayaguana          |
| 8  | Eduardo Concepción | S     | 1º novembre 1983 | La Vega            |
| 9  | Luis Adames        | S     | 14 aprile 1993   | San Francisco      |
| 10 | José Castro        | P     | 12 gennaio 1981  | Bameso             |
| 12 | Cesar Alcántara    | P     | 15 novembre 1990 | Cabral             |
| 15 | Henry Tapia        | O     | 1º marzo 1992    | Santiago Rodríguez |

## Venezuela
| N° | Nome             | Ruolo | Data di nascita   | Squadra             |
| -- | ---------------- | ----- | ----------------- | ------------------- |
| -  | Gerardo Nodarse  | All   | -                 | -                   |
| 1  | Alberto Briceño  | L     | 13 febbraio 1989  | Aragua VC           |
| 2  | Willner Rivas    | S     | 2 aprile 1995     | Distrito Capital    |
| 4  | Héctor Mata      | L     | 27 gennaio 1993   | Anzoátegui          |
| 5  | Jonathan Quijada | C     | 25 settembre 1995 | Aragua VC           |
| 6  | Carlos Páez      | P     | 9 novembre 1991   | Tannourine          |
| 8  | Héctor Salerno   | S     | 18 giugno 1991    | Aragua VC           |
| 11 | Jhoser Contreras | S     | 4 aprile 1991     | Zulia               |
| 12 | José Enríquez    | S     | 6 febbraio 1990   | Anzoátegui          |
| 14 | Pedro Brito      | P     | 8 gennaio 1993    | Nueva Esparta       |
| 15 | Luís Arias       | O     | 17 gennaio 1989   | Anzoátegui          |
| 16 | Edwin Flores     | S     | 4 gennaio 1993    | Yaracuy             |
| 17 | Daniel Escobar   | C     | 10 luglio 1990    | Vikingos de Miranda |